# Château de Carnasserie
Le château de Carnasserie, aussi appelé château de Carnassarie est une maison-tour écossaise en ruine du XVIe siècle. Sa particularité réside en un plan inhabituel et des ornements de style Renaissance. Il est situé à environ 2 km au nord de Kilmartin, en Argyll and Bute à l'ouest de l'Écosse et commandait l'accès sud du lac Loch Awe.

## Histoire
Le château fut construit sur l'emplacement d'un château plus ancien grâce aux fonds du comte d'Argyll pour John Carswell, recteur de Kilmartin, chancelier de la chapelle royale à Stirling, puis évêque des îles. Carswell est plus particulièrement connu pour avoir publié le premier livre imprimé en gaélique écossais, une traduction du Book of Common Order de John Knox. La construction commença en 1565, en faisant appel à des maçons venant de Stirling. À la mort de Carswell, le château revint à son mécène, le comte d'Argyll.
En 1643, Archibald Campbell, 8e comte d'Argyll, décida de vendre le château à Sir Dugald Campbell, 3e baronnet d'Auchinbreck. Le 9e comte était partisan de la rébellion de Monmouth en 1685 contre Jacques VII. À la suite de l'échec de la rébellion, le château fut détruit par les forces royalistes. Bien que les murs extérieurs restent presque indemnes, les ruines ne furent jamais réparées. Au XIXe siècle, le domaine fut acheté par les Malcolm de Poltalloch qui possédait également le château voisin de Duntrune. De nos jours, Carnasserie est un monument classé géré par Historic Scotland.

## Architecture
Carnasserie n'a été que peu changé, à la fin du XVIIe siècle. Le château présente ainsi un exemple encore précis de l'architecture du XVIe siècle. Bien que se trouvant sur une colline à proximité d'une passe stratégie surplombant la vallée de Kilmartin, le château a été conçu dans un but davantage domestique que militaire.
Le château est constitué d'une maison tour de cinq étages, avec une maison de trois étages contenant le hall. L'ensemble fournit plusieurs chambres. Au rez-de-chaussée se trouvent les restes des celliers et de la cuisine, avec une grande cheminée et une arrivée d'eau. Au-dessus se trouve un grand hall, relié à un salon de réception dans la maison tour, qui montre toujours son sol en pierre et une grande cheminée avec des décorations taillées dans la pierre. Un large escalier monte de l'entrée au hall, par la petite tour au nord-ouest. Un second escalier, plus petit, permet d'aller du hall au parapet sur les trois côtés de la maison tour. Les pièces à l'étage auraient probablement été utilisées comme chambres. Cette organisation est importante car elle amorce la transition entre les châteaux et les hôtels particuliers, puisque les chambres se trouvent agencées horizontalement plutôt qu'à la verticale.
L'extérieur montre plusieurs exemples d'éléments architectures tels que des ouvertures à deux trous pour les armes dans les murs, ainsi que des cordons entre les étages et un encorbellement. Au-dessus de l'entrée se trouvent des panneaux vierges avec un encadrement taillé dans la pierre, ainsi que les armoiries des Campbell d'Argyll et celles d'Écosse, témoignant de l'allégeance de Carswell envers le comte d'Argyll. Au-dessus des armes se trouve la devise DIA LE UA NDUIBHNE (« Dieu soit avec O'Duine ») faisant référence, d'une manière encore peu commune, à la lignée semi-légendaire des ancêtres du clan Campbell. Au sommet de la tour se trouve le parapet, et la partie supérieure de l'escalier qui y conduit est surmontée d'une partie carrée typique en Écosse.
Au sud et à l'ouest se trouve un jardin partiellement clos. L'arche qui y donne accès porte l'inscription SDC LHL 1681, faisant référence à Sir Duncan Campbell, 4e baronnet, et Lady Henrietta Lindsay, dont le soutien en faveur de la rébellion conduisit à la destruction du château.

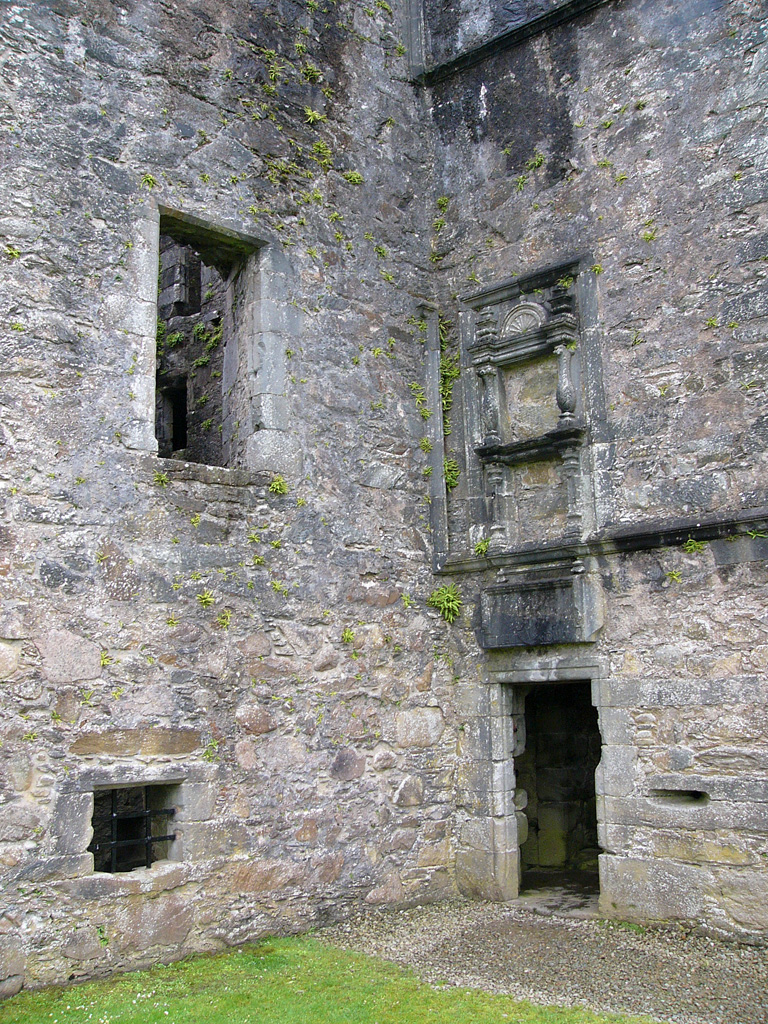
Entrée du château surplombée d'un panneau vierge encadré.
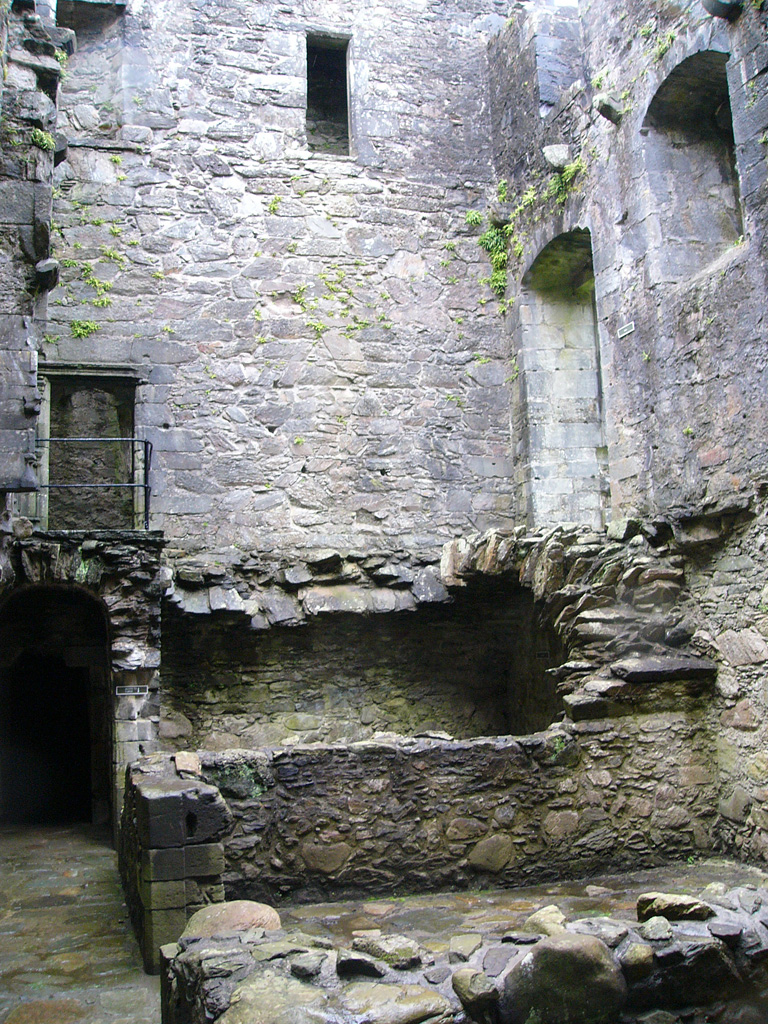
Intérieur du château. Au premier plan, la cuisine. En arrière-plan, le cellier.
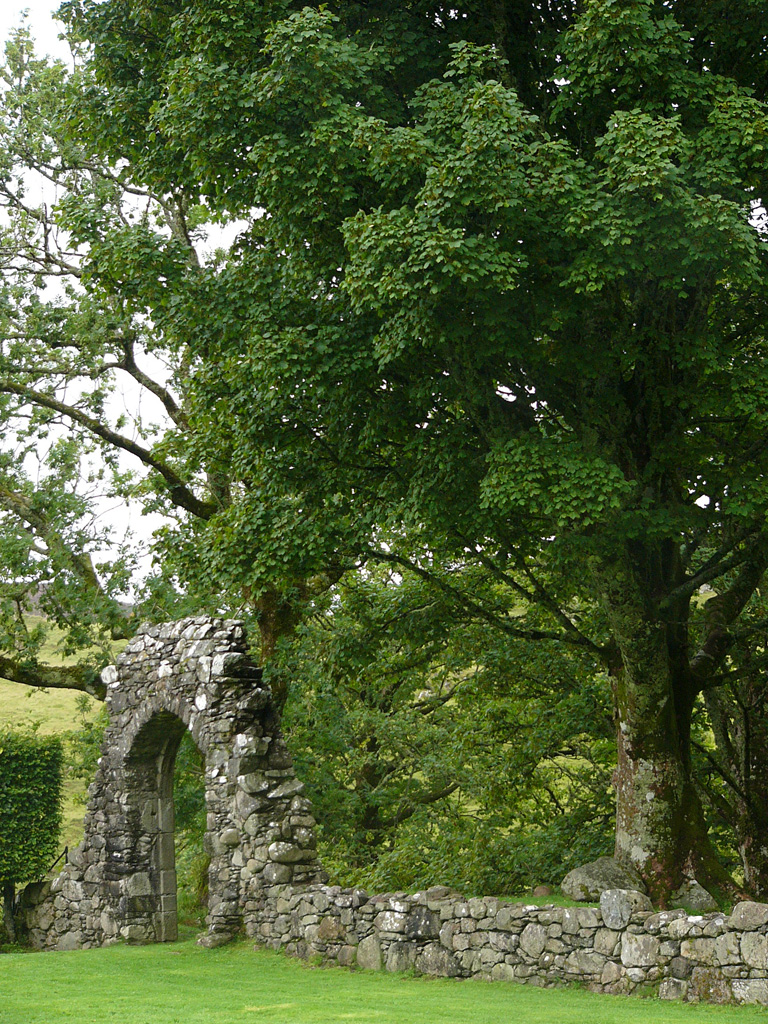
Arche conduisant au parc.
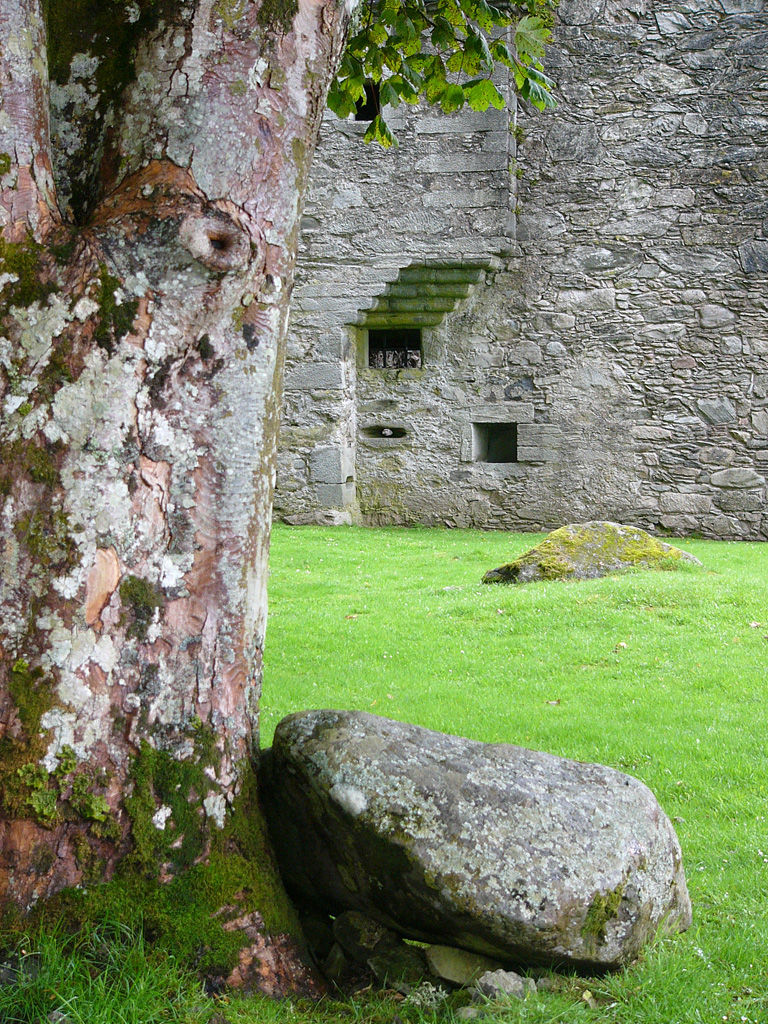
Différents éléments architecturaux de l'extérieur vus depuis le parc.
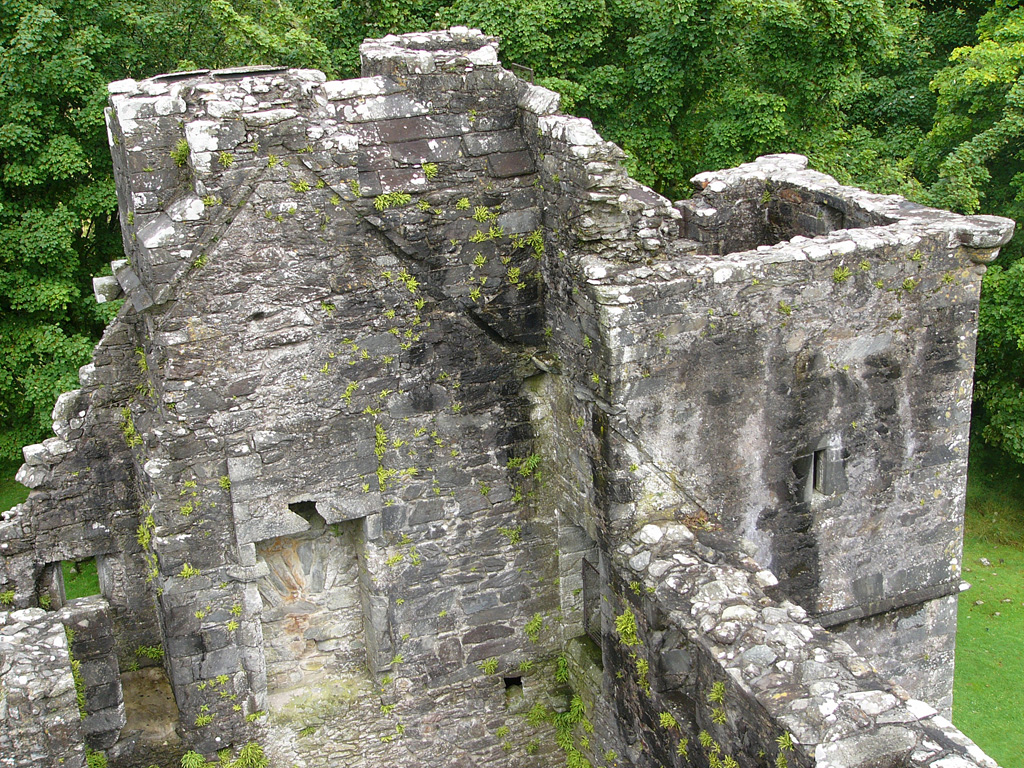
Le château vu depuis le parapet.
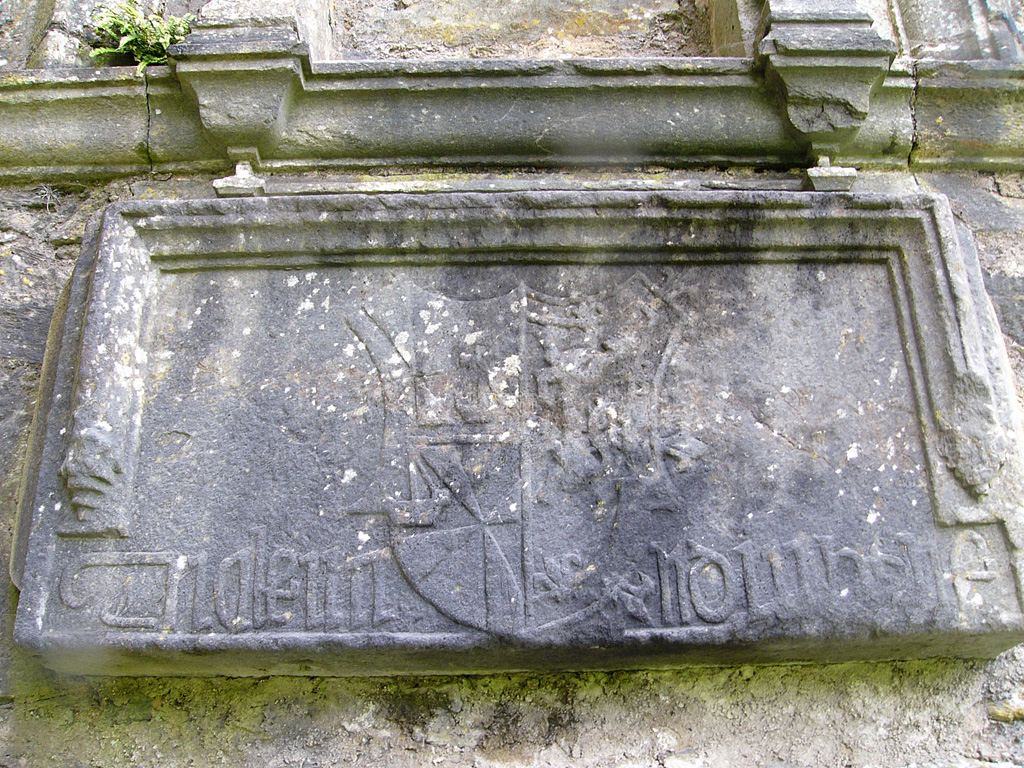
Armoiries et devise au-dessus de l'entrée.